# Mańkowce
Mańkowce (biał. Монькаўцы, Mońkaucy; ros. Моньковцы, Mońkowcy) – wieś na Białorusi, w obwodzie grodzieńskim, w rejonie grodzieńskim, w sielsowiecie Sopoćkinie. W 2009 roku liczyła 23 mieszkańców.